# شیائو جونفنگ
شیائو جونفنگ (انگلیسی: Xiao Junfeng؛ زادهٔ ۱۲ ژوئیهٔ ۱۹۷۹) ژیمناست هنری اهل چین است. از افتخارات وی میتوان به کسب مدال طلا ژیمناستیک تیمی در بازی‌های المپیک تابستانی ۲۰۰۰ اشاره کرد.